# Conjunt de cases de la barriada de l'Hostal
Conjunt de cases de la barriada de l'Hostal és una obra de Sant Just Desvern (Baix Llobregat) protegida com a Bé Cultural d'Interès Local.

## Descripció
Filera de cases de planta baixa i pis amb portes de brancals i llinda de pedra, acabades amb arcs escarsers. El pis posseeix un balcó i una finestra, sota la qual freqüentment hi ha una inscripció amb la data de la seva construcció. El balcó s'acaba amb un aplacat de ceràmica a la part inferior i es protegeix mitjançant una reixa de ferro forjat. La façana es decora amb esgrafiats tan característics del segle xviii i conté rellotges de sol.